# Nationalsozialistischer Untergrund
Nationalsozialistischer Untergrund (clandestinitat nacionalsocialista o NSU), fou un grup terrorista neonazi alemany d'extrema dreta que es va descobrir el novembre de 2011. S'associa el NSU principalment amb els seus membres Uwe Mundlos, Uwe Böhnhardt i Beate Zschäpe, que vivien junts sota identitats falses. Es van identificar entre 100 i 150 associats més que van donar suport al trio central en la seva vida clandestina durant una dècada i els van proporcionar diners, identitats falses i armes. A diferència d'altres grups terroristes, la NSU no havia reivindicat la responsabilitat de les seves accions. L'existència del grup es va descobrir només després de la mort de Böhnhardt i Mundlos, i la posterior detenció de Zschäpe.
Fins ara, els següents crims han estat atribuïts a la NSU: assassinats clandestins nacionalsocialistes, una sèrie d'assassinats de nou immigrants d'ascendència turca, grega i kurda entre el 9 de setembre de 2000 i el 6 d'abril de 2006; l'⁣assassinat d'una policia i l'intent d'assassinat del seu company; un atemptat de 1999 a Nuremberg; els atemptats de Colònia de 2001 i 2004⁣; i una sèrie de 14 robatoris a bancs. El fiscal general d'Alemanya va qualificar la NSU de "grup d'extrema dreta que tenia com a finalitat matar estrangers i ciutadans d'origen estranger".

## Orígens
Mundlos (* 1973), Zschäpe (* 1975) i Böhnhardt (* 1977) provenien de la ciutat de Jena, a l'est d'Alemanya. Es van fer amics al club juvenil "Winzerclub" de Jena-Winzerla, que Mundlos freqüentava des de 1991. Aquí va conèixer i es va fer amic de Zschäpe, més tard també de Böhnhard. Altres seguidors posteriors del trio com Ralf Wohlleben i André Kapke també van ser convidats freqüents del club juvenil. Mundlos havia format part de l'escena skinhead d'Alemanya de l'Est des de finals dels anys vuitanta. Després de la reunificació d'Alemanya es van produir una sèrie de disturbis/pogroms xenòfobs, com Hoyerswerda o Rostock, que van influir molt en els tres. Tot i que molts dels seus companys no van abraçar completament l'escena de l'extrema dreta, el trio es va radicalitzar tant que el 1993, entre d'altres, van ser expulsats del club juvenil Winzerclub. Per protestar, van pintar símbols d'esvàstica a les parets del club. Del 1994 al 1995 Mundlos va ser designat a les forces armades alemanyes Bundeswehr, on va ser disciplinat diverses vegades per infraccions.

## Investigacions i resposta pública
El 4 de novembre de 2011, després d'un robatori a un banc a Eisenach, Mundlos i Böhnhardt van ser trobats morts a trets en una autocaravana en flames. La policia va dir que els dos van incendiar el vehicle i es van suïcidar en ser descobert el seu vehicle. La pistola de servei (HK P2000) de la policia assassinada Michèle Kiesewetter també va ser descoberta a l'autocaravana. Unes hores més tard, el mateix dia, el pis de Zwickau on el trio havia viscut sota identitats falses va ser incendiat i es va produir una explosió. Se sospita que Beate Zschäpe va cometre l'incendi. Més tard es va lliurar seguint el consell del seu advocat.
La policia va trobar una arma silenciada CZ 83, que s'havia utilitzat durant els assassinats en sèrie de la NSU, així com una sèrie d'altres armes a les restes de la casa. A més, es va trobar un DVD amb imatges de tres de les persones mortes que havien estat preses immediatament després dels assassinats.
El 13 de novembre de 2011, Holger Gerlach, un possible quart membre de la NSU, va ser detingut i portat l'endemà davant un jutge del Tribunal Federal de Justícia d'Alemanya, que va ordenar que fos detingut per la policia. La Fiscalia General alemanya volia que Gerlach fos detingut per sospita de pertinença a un grup terrorista. No obstant això, el jutge d'instrucció del tribunal només va autoritzar Gerlach a ser detingut per sospita de donar suport a una organització terrorista. Gerlach va ser acusat de llogar una autocaravana per a la NSU, que Böhnhardt i Mundlos van utilitzar en l'assassinat de l'oficial de policia Michèle Kiesewetter a Heilbronn.
El 24 de novembre de 2011, agents de la policia especial federal alemanya GSG 9 van detenir André Eminger a Grabow. El fiscal general d'Alemanya sospitava que Eminger va produir una pel·lícula de propaganda burlant-se de les víctimes dels assassinats en sèrie i reivindicant la responsabilitat de la NSU fins ara desconeguda.
El descobriment que tots aquests crims d'alt perfil misteriosos i no resolts van ser comesos a sang freda per un grup terrorista obscur i desconegut anomenat "Nationalsozialistischer Untergrund", que va passar desapercebut durant 13 anys, va submergir Alemanya en un estat de xoc, tot i que el terrorisme de dreta ja tenia antecedents a Alemanya. Després que el públic conegués el patró ideològic subjacent dels crims, la cancellera Angela Merkel va declarar el 14 de novembre de 2011 que volia considerar la prohibició del Partit Nacional Democràtic d'Alemanya (NPD) per afeblir el poder de l'extrema dreta.
Es va saber que un oficial de l'⁣Oficina Estatal de Hesse per a la Protecció de la Constitució es trobava dins del cibercafè mentre el seu propietari turc va ser assassinat pels terroristes de la NSU el 2006 a Kassel. Aquest agent de seguretat (Andreas Temme) tenia obertament opinions de tendència extrema dreta, i al seu poble natal era conegut amb el sobrenom de "Petit Adolf". Des d'aleshores ha estat traslladat a un càrrec administratiu (fora i no relacionat amb l'agència).
El 23 de febrer de 2012 es va retransmetre en directe des de Berlín una cerimònia oficial d'estat en commemoració de les víctimes; es va fer un moment de silenci a tot el país i es van onejar banderes a mig pal.
Diversos polítics alemanys de tots els partits van demanar per unanimitat una comissió d'investigació parlamentària, que començaria a investigar profundament els detalls del que és àmpliament considerat com un dels escàndols més grans sobre la seguretat nacional en la història moderna d'Alemanya. L'afer està desprestigiaria l'aparell de seguretat d'Alemanya per un fracàs evident i total i provocaria comentaris sarcàstics per part de la premsa. El 2 de juliol de 2012, el president de l'⁣Oficina Federal per a la Protecció de la Constitució, Heinz Fromm, va dimitir del seu càrrec poc després que es va revelar que el 12 de novembre de 2011, els empleats, sobretot Axel Minrath (nom en clau: Lothar Lingen), de la seva agència, havia destruït fitxers relacionats amb el cas NSU immediatament després que el seu paper en els assassinats es fes públic i la mateixa agència havia rebut una sol·licitud formal de l'⁣Oficina Federal de Policia Criminal (BKA) alemanya per enviar tota la informació rellevant sobre aquests crims. Van seguir dues dimissions més dels presidents de les oficines estatals de protecció de la Constitució a Turíngia i Saxònia.

## Judici a Múnic
El primer judici contra la NSU va començar el 6 de maig de 2013. A judici estaven:
- Beate Zschäpe, acusada de nou assassinats, un atac a la policia que va provocar un altre assassinat, un incendi provocat que va provocar dos intents d'assassinat, així com pertinença a una organització terrorista.
- André Eminger, acusat de prestar assistència en un atemptat amb una bomba a Colònia, robatori i assistència a una organització terrorista en dos casos.
- Holger Gerlach, encarregat de proporcionar assistència als membres de la NSU.
- Carsten Schultze, encarregat de proporcionar armes als membres de la NSU.
- Ralf Wohlleben, encarregat de proporcionar armes als membres de la NSU.

El 14 de maig, el fiscal federal Herbert Diemer va llegir l'acusació contra Beate Zschäpe. Diemer la va acusar de participar en 10 assassinats i de formar part d'un grup que tenia com a objectiu "cometre assassinats i actes criminals perillosos per a la seguretat pública" per intimidar la ciutadania i "fer un dany important a l'estat". L'únic propòsit de la Nationalsozialistischer Untergrund, va dir Diemer, "era matar gent".
Els fiscals van afirmar deliberadament i repetidament que l'abast del judici només era determinar el nivell de complicitat que Zschäpe i els seus companys acusats tenien amb els crims dels quals s'acusava la NSU. La fiscalia opinà que Zschäpe, Mundlos i Böhnhardt eren els únics membres de la NSU malgrat les proves sòlides en contra de la tesi del trio.
Un dels temes més controvertits que van sortir a la llum durant el judici per assassinat de la NSU va ser el nivell de cooperació i suport que els informants i les organitzacions neonazis van rebre de l'⁣Oficina Federal de Protecció de la Constitució (BfV), l'agència de seguretat interior d'Alemanya. El BfV va començar a conrear informants dels grups neonazis d'Alemanya a principis i mitjans de la dècada de 1990 per fer front a l'augment de la delinqüència contra els immigrants com els disturbis de Rostock-Lichtenhagen de 1992. Durant el judici va quedar clar que els informants del BfV eren conscients o potencialment tenien coneixement dels homicidis i altres delictes atribuïts a la NSU i que aquesta informació no es va compartir amb la policia local ni de manera accidental ni intencionada. Tots els intents fets per l'equip legal de les víctimes per examinar aquesta relació han estat enterrats per l'equip de la fiscalia com a irrellevants per a l'abast del judici per assassinat.
L'11 de juliol de 2018, Zschäpe va ser condemnat per assassinat per deu càrrecs i condemnat a cadena perpètua. Els seus còmplices van ser condemnats de la següent manera:
- Wohlleben: Culpable - Condemnat per col·laborar en nou assassinats mitjançant l'obtenció de la pistola utilitzada. Condemnat a deu anys de presó.
- Eminger: Culpable - Condemnat per ajudar a una organització terrorista. Condemnat a dos anys i mig de presó.
- Gerlach: Culpable: també condemnat per ajudar a una organització terrorista. Condemnat a tres anys de presó.
- Schulze: Culpable - Condemnat per col·laboració en nou càrrecs d'assassinat. Condemnat a tres anys de presó juvenil perquè només tenia 20 anys en el moment dels assassinats.

L'alliberament d'Eminger el dia del veredicte va rebre els aplaudiments dels nazis presents a la cort. Simultàniament, 10.000 persones van protestar arreu d'Alemanya contra la resolució limitada dels crims de la NSU i la implicació de l'Estat, contra les baixes sentències dels terroristes i les investigacions racistes de la policia contra les famílies de les víctimes.